# IC 2883
IC 2883 је галаксија у сазвјежђу Лав која се налази на листи објеката дубоког неба у Индекс каталогу.
Деклинација објекта је + 10° 54' 41" а ректасцензија 11h 30m 15,7s. Привидна величина (магнитуда) објекта IC 2883 износи 16,7 а фотографска магнитуда 17,7. IC 2883 је још познат и под ознакама NPM1G +11.0279, PGC 3091134.